# Château des Bordes (Nivernais)
Pour les articles homonymes, voir Château des Bordes.
Le château des Bordes, localisé dans la commune d’Urzy dans la Nièvre est une propriété privée ouverte au public, uniquement sur rendez-vous.

## Historique

### XIesiècleauXVesiècle
Les traces les plus anciennes d’une motte castrale dominant la vallée de la Nièvre et le village d’Urzy remontent au XIe siècle et à Jehan des Bordes, chambellan et conseiller du roi des Francs Henri Ier, en 1041. Auparavant, le domaine faisait partie de terres agricoles saisies par Charles Martel autour de Nevers, transmises à son fils le roi Pépin le Bref qui avait fait de Nevers l’une de ses capitales puis à son petit-fils Charlemagne. Autour de 800, l’Empereur les concède provisoirement à l’évêque de Nevers saint Jérôme, leur exploitation — et celle des terres de Parzy et Prémery — permettant de financer les travaux de la nouvelle cathédrale Saint-Cyr-Sainte-Julitte en cours de construction. Ceci explique que les évêques aient toujours gardé un droit de haute justice sur le domaine et fait construire à proximité le château des évêques. Le fief des Bordes appartenait donc dès le XIe siècle à une famille qui en portait le nom. Fidèles serviteurs des rois de France pendant douze générations,  ils ont eu l'honneur de garder pendant 25 ans l'étendard royal, pendant la minorité de Charles VI, à la fin de la guerre de Cent Ans ; c'est l'une des raisons pour lesquelles le château a été assiégé et brûlé pendant ce conflit, l'autre étant un probable passage de Jeanne d'Arc, en déplacement entre La Charité et Saint-Pierre-le-Moutier.
Le premier château de 1041 d'abord en bois puis en pierre est en effet incendié entre 1430 et 1434, à l'extrême fin de la guerre de Cent Ans, en même temps que le village d'Urzy. Depuis 1412 la terre des Bordes était passée par alliance à la famille de La Platière, à la faveur d'un mariage entre l'héritière Pétronille des Bordes et le Franc-comtois Humbert de La Platière, proche de la duchesse de Bourgogne, comtesse de Nevers, Marguerite de Flandres. Le domaine des Bordes s'étend alors sur plusieurs villages et va jusqu'à Beaumont La Ferrière et Poiseux au Nord, Montigny aux Amognes et le Marault à l'est et au Sud . En 1430, le fief de La Bretonnière relevait de la seigneurie des Bordes comme ses voisins Huez et Lichy. En 1474, ce fief seigneurial est donné aux moines de Saint-Étienne de Nevers qui possédaient déjà le fief ecclésiastique de Bona. 
Pour faire reconstruire le château incendié, les La Platière, qui avaient acquis alors les domaines de Frasnay-Saint-Aubin et de Prye, utilisent leurs appuis à la cour : par une ordonnance de décembre 1486, Charles VIII autorise son chambellan Philibert de La Platière, seigneur des Bordes à faire reconstruire le château, avec quatre grosses tours, fossés et ponts levis.

### XVIesiècleauXVIIIesiècle
L’aspect général suit alors les principes de l’architecture militaire française de l’époque : quatre grandes tours d’angle et un pont-levis en assurent efficacement la défense. Entre 1540 et 1552 d’importants travaux d’embellissement du château sont ordonnés afin de convertir la forteresse en un château de style Renaissance. Philibert II de La Platière fils de Philibert et ses petits-fils, Imbert et François se succèdent. Imbert de La Platière, surnommé Bourdillon, maréchal des armées du roi après la bataille de Saint-Quentin, est un intime de François Ier et de son fils Henri II alors que son frère François est un proche de Charles II, duc d'Orléans. Homme de guerre remarquable, Imbert est très puissant : il est l'un des trois hommes d'influence du conseil du roi.
À l'extinction de la famille de La Platière en 1567, Françoise de La Platière (1541-1598), dame des Bordes, baronne d’Époisses, du Marault en Bourgogne, de Franay-les-Chanoines, de la terre de Prye, dans la Nièvre est la seule héritière du maréchal Imbert de La Platière de Bourdillon son oncle, de son père François de La Platière et de toute la famille de La Platière des Bordes dont elle est la dernière représentante. Elle épouse en 1569 Henri de l'Hôpital puis, en 1573, le champenois Louis d'Ancienville, seigneur de Dormans et de Réveillon. De ce mariage sont issus trois enfants, Louis, Achille et Anne. Elle donne, à son fils ainé Louis le château d'Époisses, au second, Achille, les Bordes et à sa fille Anne le château de Prye lorsque cette dernière épouse Antoine de La Grange d'Arquien.  Par cette fille, elle est donc l'arrière-grand-mère de Marie-Casimire de La Grange d'Arquien reine de Pologne, née à Prye. Par son fils Achille, elle est aussi la grand-mère de Germaine-Louise d'Ancienville, épouse de son cousin germain de La Grange d'Arquien, qui fait les grands travaux d'embellissement du château : comme le montrent les deux blasons d'armes conservés aux Bordes, c'est elle, plus que son oncle Louis,  qui donne au château son aspect définitif, avec les murs de soutènement, la grille, la porterie, la maison de justice, les jardins, les vergers et potagers, ainsi que les dépendances et les cheminées monumentales des pièces d'apparat du château, avec leurs peintures murales. Ces importants travaux sont entrepris dans la première moitié du XVIIe siècle et achevés en 1653.
À la mort de Françoise en 1598, son mari reste seigneur usufruitier des Bordes. Leur fils Louis d'Ancienville mort sans héritier a porté le titre de marquis de Bourdillon et d’Époisses et de seigneur des Bordes, il était conseiller des rois Henri IV et de Louis XIII et a légué Époisses à sa nièce Germaine-Louise, qui à son tour en fait don à sa fille madame de Guitaut.
Le château des Bordes passe pour cette raison à une nièce, Louise de La Grange d'Arquien, mariée à François de Béthune-Chabris ; elle est la sœur ainée de Marie-Casimire-Louise de La Grange d'Arquien, épouse de Jean III Sobieski, roi de Pologne. Les grandes écuries sont modifiées pour les recevoir.

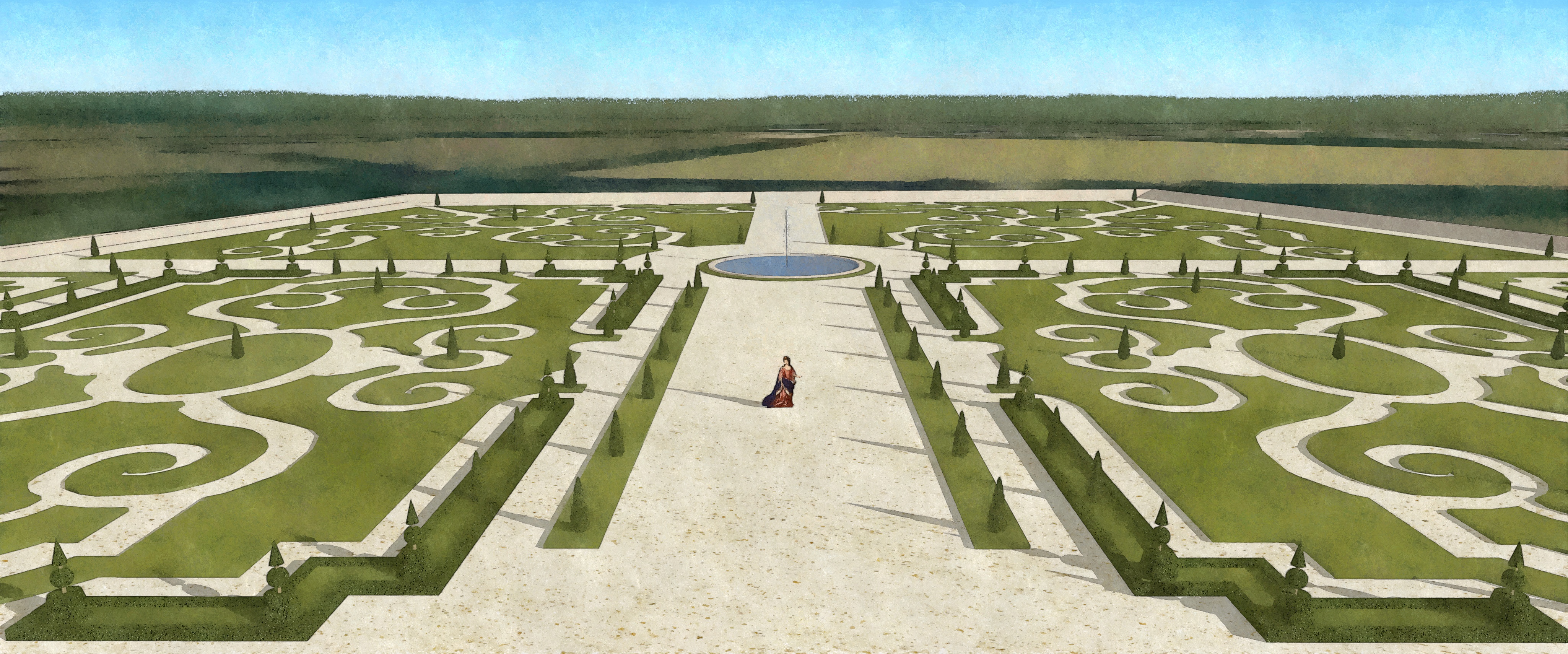
Grand parterre du château des Bordes (XVIIIe siècle).

Le château passe ainsi à la Maison de Béthune et perd de l’importance dans le seconde moitié du siècle. En 1721, le comte de Béthune et des Bordes achète Apremont où il préfère résider. Aux Bordes est installée une forge qui travaille pour les forges de Guérigny de Pierre Babaud de la Chaussade, qui cède l'ensemble au roi Louis XVI en 1781. Le bail passé par Louis XVI est renouvelé par la Convention.

### XIXesiècle
Au XIXe siècle, le château est vendu par les Béthune à l'ingénieur Joseph Alviset de Maisieres, qui le revend en 1861 à Amédée Richard. L'aile la plus ornée du château est détruite. En 1867, Maître Auguste Col fait l'acquisition du château, qu'il destine à sa fille cadette. Il meurt avant d'en avoir achevé la restauration et le château est laissé à l'abandon durant près de cinquante ans. À la fin du XIXe siècle, Auguste Vernin, le petit-fils de Maître Col s'y installe avec sa famille. C'est à cette occasion que fut rénové le château et que le confort moderne de l'époque (eau courante, chauffage central) fut mis en place. Par ailleurs, il fait abattre une partie de l'aile sud du château, fragilisée par un incendie.

### XXesiècle
Le château est habité continuellement de 1909 à 1914. À la suite de la mobilisation, la famille s'installe définitivement à Nevers et le château n'est occupé que durant la belle saison, exception faite d'Auguste Vernin qui y séjournait régulièrement. À la mort du couple Vernin dans les années 1940, leurs enfants conservèrent le château et les familles Vernin, ainsi que leurs cousins Appert, vinrent y passer des vacances. C'est en 1989, à la mort de Philippe Dupont (époux de Jeanne Vernin) qui avait entretenu seul et avec ténacité le château, que les cousins Appert et Vernin prennent la décision de vendre. 
Malgré une inscription de 1946 au titre des Monuments historiques, le domaine est alors pillé entre 1990 et 1997 par un marchand de biens : les cheminées, parquets et dallages sont arrachés, les écuries sont bétonnées pour recevoir du bétail. À la suite d'une saisie immobilière en avril 1997 le château est vendu aux enchères. Pour essayer de sauver ce qu'il en reste le nouveau propriétaire strasbourgeois fait étendre la protection monuments historiques en 1998. Le nouvel acquéreur entreprend des travaux de rénovation mais son décès provoque l'abandon du chantier amorcé.

### XXIesiècle
Un couple de passionnés, Monsieur et Madame Joulie, achètent le château en novembre 2013 et décident de le remettre en état. Les travaux commencent dès l'année suivante avec l'aide d'une centaine de bénévoles qui sont membres de l'Association : Les Amis du Château des Bordes, présidée par Françoise Joulie. Ils en ont font un château habitable avec une chambre d'hôte au premier étage. Les propriétaires y réalisent, en juin 2017 et 2018 des spectacles avec son et lumière et une grande fête médiévale, des visites aux chandelles, des spectacles équestres et ont ouvert les salles des écuries aux mariages et réceptions. Depuis 2018 un petit restaurant, offrant une cuisine traditionnelle à base de produits locaux, a ouvert ses portes dans le pavillon nord des écuries.

## Description

### Château
La forteresse médiévale est protégée par quatre tours défensives et sa poterne majestueuse, la tour Jeanne d'Arc qui aurait reçu la visite le celle-ci en 1429.
Parmi les importants travaux entrepris par Imbert et François de La Platière dans la dernière moitié du XVIe siècle figure la transformation de la forteresse en une demeure de la Renaissance avec l'aile nord (aujourd'hui détruite), ainsi que le projet de construction dans l'aile ouest d'un escalier à l'italienne rampe sur rampe, dans le pavillon central. La façade de l'aile ouest est remaniée au cours du XVIIe siècle. Seule l'aile sud garde un aspect médiéval. De ses trois ailes, il n'en reste que deux dont une avec la chambre de la reine à laquelle on accède par le majestueux escalier.

### Écuries royales
Construites en 1640 en pierre de taille, modifiées pour recevoir la reine de Pologne, sœur de la propriétaire, et ses équipages, elles s'étendent sur plus de 100 mètres de long et peuvent accueillir une cinquantaine de chevaux. Elles sont couvertes d'un toit à la Mansart sur leurs trois pavillons voûtés. Transformées en étables, les écuries sont réhabilitées par les propriétaires au XXIe siècle avec la réfection des sols, des ouvertures et des voûtes. Depuis les travaux de réhabilitation, les écuries sont proposées à la location pour des réceptions avec quatre salons — pouvant recevoir entre 400 et 600 personnes selon le type de réception — et un restaurant :La table des Bordes.

### Jardins
Les jardins à la française ont été créés par Germaine-Louise d'Ancienville de La Grange d'Arquien, entre 1640 et 1650. À la suite de plusieurs années de sécheresse et des pluies diluviennes du printemps 2016 les murs de soutènement des jardins, d'une hauteur de 7 à 8 mètres, menacent de s'écrouler sur une longueur d'une dizaine de mètres entraînant avec eux les jardins en terrasses. Devant cet état de chose, un financement participatif a été mis en place au début de l'année 2019, via le site Dartagnans. Les travaux pourront commencer au printemps 2020.